# Ted Passon
Ted Passon ist ein US-amerikanischer Filmregisseur und Filmproduzent.

## Karriere
Passon begann seine Filmkarriere mit dem Kurzfilm Robot Boy, mit dem er 2004 beim Washington DC Filmfestival den Studentenpreis gewann. Darauf folgten Produktionen für Musik und Film. Als Teil des Künstlerkollektivs Space 1026 wurde er für einen Emmy nominiert. Besonderen Erfolg hatte er mit der Doku-Miniserie Philly D.A., für den er 2022 einen Gotham Award und eine Nominierung für den Independent Spirit Award. Im Film geht es um die Arbeitsweise des US-amerikanischen District Attorney (D.A.) und Passon erhielt für Vorführungen Förderungen von 160.000 US-Dollar.
Sein zweiter Dokumentar-Langfilm Patrice: The Movie feierte 2024 auf dem Toronto International Film Festival Premiere und wurde beim Independent Spirit Award für den Besten Dokumentarfilm nominiert. Im Film will die behinderte Patrice ihren Garry heiraten, allerdings können die beiden nicht zusammenziehen, da sie sonst ihre staatliche Unterstützung verlieren würden.
Passon lebt in Philadelphia.

## Filmografie (Auswahl)
- 2003: Robot Boy (Kurzfilm, Regie, Produktion, Buch, Kamera)
- 2017: K.9. Undercover (Miniserie, Regie)
- 2019: Waldo on Weed (Produktion)
- 2021: In the Valley of Sin (Fernsehserie, 6 Folgen, Produktion)
- 2021: Kleider-Geschichten (Miniserie, 3 Folgen, Regie)
- 2021: Philly D.A. (Miniserie, Regie, Produktion)
- 2022: Tonight, We Eat Flowers (Kurzfilm, Produktion)
- 2022: Big Three (Kurzfilm, Produktion)
- 2023: Hey Joe (Fernsehserie, Produktion)
- 2024: Patrice: The Movie (Regie, Produktion)

## Auszeichnungen (Auswahl)
- 2004: Washington DC Independent Film Festival in der Kategorie Bester Studentischer Film für Robot Boy
- 2021: Publikumspreis des Hot Docs Canadian International Documentary Festival für Philly D.A.
- 2021: Gotham Award in der Kategorie Herausragende Dokuserie für Philly D.A.
- 2022: IDA-Award-Nominierung in der Kategorie Beste Dokuserie für Philly D.A.
- 2022: Independent-Spirit-Award-Nominierung in der Kategorie Beste Dokuserie für Philly D.A.
- 2024: Publikumspreis des Camden International Film Festival für Patrice: The Movie
- 2025: Independent-Spirit-Award-Nominierung in der Kategorie Bester Dokumentarfilm für Patrice: The Movie